# Teodor Bošnjak
Teodor Bošnjak (Banja Luka, 6. srpnja 1876. – Beograd, 14. lipnja 1942.), hrvatski pravnik i političar. Od 1920. do 1921. vršio je dužnost hrvatskog bana. Bio je posljednji čovjek koji je vršio dužnost podbana Kraljevine Hrvatske, Slavonije i Dalmacije.

## Život
Bio je doktor prava. Ušao je u članstvo Hrvatsko-srpske koalicije te je tijekom banovanja Slavka Cuvaja vršio dužnost upravitelja predsjedničkog ureda kraljevske hrvatske zemaljske vlade. Od 10. prosinca 1913. do 24. kolovoza 1914. bio je veliki župan Bjelovarsko-križevačke županije. Za čitavo vrijeme Prvog svjetskog rata vršio je dužnost velikog župana Zagrebačke županije. Postao je i članom "Središnjeg zemaljskog odbora za zaštitu porodica mobiliziranih i u ratu poginulih vojnika iz kraljevina Hrvatske i Slavonije". Između 1920. i 1921. vršio je dužnost hrvatskog bana, kao pretposljednji koji je nosio naslov bana Kraljevine Hrvatske, Slavonije i Dalmacije. Nakon smjene, 1921., postao je podban novoimenovanom banu, Tomislavu Tomljenoviću. 1921. uputio je žalbu u vezi dovođenja njegovog imena u vezu s popisom "kompromitiranih ljudi".

## Vanjske poveznice
- Teodor Bošnjak - Hrvatski biografski leksikon, pristupljeno 8.3.2016. (hrv.)